# Dina Ugorskaïa
Dina Ugorskaïa (en russe : Дина Анатольевна Угорская, née à Leningrad le 26 août 1973 et morte à Munich le 17 septembre 2019) est une pianiste allemande d'origine russe.

## Biographie
Dina Ugorskaïa naît et grandit dans une famille de musiciens. Sa mère, Maja Elik est musicologue et la créatrice en URSS du Pierrot lunaire d'Arnold Schönberg dont elle interprète la partie vocale en sprechgesang. Son père est le pianiste Anatol Ugorski. C'est lui qui lui donne les premières leçons de piano. Sa première apparition publique a lieu lorsqu'elle a sept ans à la Philharmonie de Leningrad. Elle prend des cours de piano et de composition à l'école spécialisée dépendant du Conservatoire de Leningrad de 1980 à 1990. En outre elle reçoit des leçons de chant avec un accent sur la musique ancienne. À quatorze ans elle donne son premier concert avec le Quatrième concerto pour piano de Beethoven. L'année suivante est présentée sa première œuvre de compositeur : son quatuor à cordes créé à la Philharmonie de Leningrad.
Pendant la période de la perestroïka alors qu'elle a 16 ans, une organisation antisémite menace physiquement Dina Ugorskaïa. C'est la raison du départ de la famille Ugorski pour Berlin en 1990 (qui a permis à son père de jeter les bases de sa carrière internationale). Dina Ugorskaïa est inscrite à l'Académie de musique de Berlin, avant de fréquenter l'Académie de musique de Detmold où elle suit les classes de maître de Nerine Barrett (en) et étudie le piano jusqu'à son examen. À l'Académie de Detmold, elle a travaillé en tant que chargée de conférence de 2002 à 2007.
Dina Ugorskaïa résidait à Munich où elle est morte des suites d'un cancer le 17 septembre 2019.

### Carrière
Dina Ugorskaïa a donné des concerts en Russie, en France, en Autriche et en Ukraine. Elle a joué au Gewandhaus de Leipzig ainsi qu'au festival de Schwetzingen et au festival estival de musique de Hitzacker et s'est produite avec des chefs d'orchestre, notamment Vladimir Jurowski, Peter Gülke et Frank Beermann. Elle joue régulièrement avec la radio de l'Allemagne centrale (MDR) et avec la Nordwestdeutschen Philharmonie.
Avec Anatol Ugorski, Dina Ugorskaïa a enregistré un disque de concertos pour deux pianos de Johann Sebastian Bach (Concerto en ut mineur BWV 1060), Wolfgang Amadeus Mozart (Concerto en fa majeur KV 365) et Dmitri Chostakovitch (Concertino pour deux piano op. 94). Elle a enregistré aussi avec la Südwestdeutschen Kammerorchester dirigé par Vladislav Czarnecki, le premier concerto de Beethoven. Pour l'année Haendel en 2009, elle a gravé les suites pour clavier 2 à 6 (HWV 427-431).

## Discographie
- Bach, Clavier bien tempéré
- Bach, Inventions et sinfonia ; Chopin, Préludes op. 28
- Beethoven, Sonates pour piano op. 90, 101, 109 & 110 (avril/mai 2013, CAvi-music) (OCLC 919637862 et 874071059)
- Beethoven, Sonates pour piano nos 29 Hammerklavier et 32, op. 106 et 111 (novembre 2011, CAvi-music) (OCLC 919633693)
- Haendel, Suites pour clavier nos 2-6, HWV 427 à 431 (juillet 2009, CAvi-music) (OCLC 805314824)
- Schumann, Gesänge der Frühe op. 133 ; Sieben Fughetten op. 126 ; Kreisleriana op. 16 (septembre 2010, CAvi-music) (OCLC 879330612)
- Schubert, Sonate N°21 D.960 en Si bémol majeur ; Trois Klavierstücke Op.Posthume, D.946 ; Moments Musicaux Op.94, D.780, CAvi-music, 2019.

Concertos
- Bach, Mozart, Chostakovitch, Concertos pour deux pianos - Dina Ugorskaïa et Anatol Ugorski, Südwestdeutsches Kammerorchester Pforzheim, dir. Vladislav Czarnecki (17-18 juillet 2001, Ebs Records EBS 6125) (OCLC 315327110)
- Beethoven, Concerto pour piano no 1 - Südwestdeutsches Kammerorchester, dir. Vladislav Czarnecki (7-8 juin 1999, Ebs records) (OCLC 864269323)